# Basiliek Maria Hulp der Christenen
De Basiliek Maria Hulp der Christenen (Italiaans: Maria Ausiliatrice) is een basiliek gelegen in de wijk Valdocco van Turijn, in het noorden van Italië. Gebouwd nabij en op de gronden van een huis en school voor arme jongeren gesticht door Don Bosco, dient deze kerk als hoofdkerk van de congregatie van de salesianen en herbergt ze de lichamelijke resten van Don Bosco, Maria Mazzarello, Dominiek Savio, de algemene oversten van de salesianen en relieken van zo'n 6000 andere heiligen.

## Geschiedenis
De kerk werd gebouwd in 1865-1868 in opdracht van de priester-opvoeder Jan Bosco en volgens de plannen van  Antonio Spezia.
Don Bosco uitte deze wens naar aanleiding van het feit dat de heilige Maagd hem verschenen was in een droom in 1844 of 1845 en hem de martelaarsplaats van de patroonheiligen van de stad aanwees. De basiliek werd gebouwd op deze plaats. Ze herbergt de relieken van deze heiligen net als de graftombes met de relieken van de heilige Don Bosco, heilige Maria Mazzarello en de heilige Dominiek Savio. Daarnaast bevinden zich in de crypte ook de graven de algemeen oversten van de salesianen, met in het bijzonder de zalige Michaele Rua en de zalige Filippo Rinaldi.